# World of Spectrum
World of Spectrum (сокр. WoS) — интернет-сайт и сообщество, посвящённый архивированию и каталогизации материалов по домашнему компьютеру ZX Spectrum, популярному в 1980-е годы. Сайт создан в 1995 году Мартином ван дер Хейде (англ. Martijn van der Heide). Целью развития World of Spectrum декларируется сохранение наследия платформы ZX Spectrum, материалы которой должны быть доступны широкой аудитории.
На сайте размещены архив компьютерных игр и других программ для ZX Spectrum, это один из крупнейших в Интернете сайтов по тематике ZX Spectrum: сайт включает коллекцию более 10 000 компьютерных игр, более 2000 текстовых приключенческих игр, более 11 000 утилит, образовательного программного обеспечения и другого. В архив входят связанные с ZX Spectrum компьютерные журналы и книги, работы демосцены, информация по персоналиям, аппаратному обеспечению и так далее. На сайте функционирует форум, посвящённый ZX Spectrum, а для поиска по сайту используется собственный поисковый движок Sinclair Infoseek.

## История и развитие
Изначально сайт был основан в 1994 году Мартином ван дер Хейде на основе базы данных норвежской новостной группы comp.sys.sinclair. Для того, чтобы получить навыки работы в Интернете и найти работу, в 1995 году Мартин перемещает сайт во всемирную сеть. Созданный ресурс начал привлекать поклонников платформы ZX Spectrum, которые создали сообщество, запустили несколько его проектов и способствовали наполнению базы данных. Изначально сайт посвящался компьютерным играм ZX Spectrum, но со временем его миссия расширилась до сбора любых материалов, связанных с платформой. World of Spectrum позиционирует себя как самый большой архив ZX Spectrum в мире.
World of Spectrum не только включает в себя базу данных и поисковую систему по ней, но и координирует множество активностей в мире, связанных с этой платформой, ведёт ряд проектов, собирает материалы для документации о том, как работать с ZX Spectrum и др. База данных построена так, что уделяет внимание как материалам, так и персоналиям. Предоставление хранимых сущностей используют гипертекст, а каталог представлен таким образом, что по выбранному элементу предоставляется всё возможное, что может интересовать пользователей сообщества. Если в качестве примера рассмотреть игру The Hobbit, то по ней собрана общая информация, руководство по игре и её прохождению, отсканированные статьи компьютерных журналов о The Hobbit, карты игрового мира — всего 190 элементов, включая 15 публикаций в журналах, 17 рецензий, 11 писем, 34 новостные статьи, 2 карты, 4 POKE (коды взлома) и 105 заметок. Кроме всего этого, имеются инструменты для того, чтобы пользователи оставляли своё мнение (об имеется более 200 голосов пользователей с общим рейтингом игры 8.64 из 10) и несколько рецензий.
База данных World of Spectrum по мере развития ресурса адаптировалась для расширения возможностей поддержки различного вида материалов и удовлетворения потребностей пользователей. По комментарию создателя сайта, одним из самых востребованных являются оригинальные рецензии на компьютерные игры в игровой прессе, заметки, письма — то есть те «музейные» материалы, которые представляют исторический интерес.
В 2010-е годы сайт пережил кризис, вызванный уходом ван дер Хейде. В 2013 году создатель сайта заявил, что берёт «отпуск» по личным причинам. С 2014 года ван дер Хейде полностью прекратил работу над World of Spectrum, и сайт перешёл во владение Ли Фогарти. После этого в течение ряда лет на сайте не было никаких обновлений, и часть его функциональности была утрачена. В 2020-е годы сайт снова стал активно обновляться, был изменён его дизайн и со страниц компьютерных игр удалены сканы игровых журналов. Существует копия сайта на 2022 год с классическим дизайном.

## Содержание сайта
World of Spectrum координирует множество проектов, связанных с ZX Spectrum, и эту работу выполняют девять администраторов, географически находящихся в разных местах. Например, проект TZX ставит задачу формирования записей по тематике файлов в формате TZX , в котором сохранено множество коммерческого программного обеспечения платформы. На сайте размещается множество утилит, работающих с файлами формата TZX. Построение формата и отношение к нему таково, что сохраняется оригинальная форма представления информации, и если утилита не может её корректно обработать (например, эмулятор ZX Spectrum), то это считается ошибкой утилиты и тем самым она подлежит исправлению.
Самым объемным разделом ресурса является «Архив!», состоящий из нескольких подразделов. Первый из них посвящён играм, в котором находятся тысячи игр (на 2018 год их более 10 тысяч, представленных в различных форматах (дисковые образы trd, tzx/tap форматы для компакт-кассет и другие). Для приключенческих текстовых игр выделен отдельный раздел, в котором их насчитывается более двух тысяч. Для работ демосцены имеется отдельный подраздел. Далее, отдельно выделены обучающие программы. Кроме описанного, архив включает в себя описания прохождений игр, карты игровых миров, музыку, способы взлома и др. Помимо архива, на World of Spectrum имеется раздел эмуляторов, позволяющие запускать программы ZX Spectrum на компьютерах «Амига», «Макинтош», для персональных компьютеров под управлением Windows, для Sony Playstation и других систем. Для  утилит выделен отдельный раздел, как и для ссылок на внешние ресурсы. Для людей, которые активно работают на платформе, представлен раздел «Новые проекты».
Сайт получил официальное одобрение компании Amstrad, владеющей правами на бренд ZX Spectrum. 31 августа 1999 года Amstrad разрешила World of Spectrum распространять ПЗУ для компьютеров ZX Spectrum, поэтому эмуляция этого семейства является легальной.
Одна из целей сайта — получение от владельцев авторских прав на программы разрешений на свободное распространение программного обеспечения, выпущенного для ZX Spectrum десятилетия назад; несколько сотен разрешений уже получено.